# Liste der Straßen und Plätze in Berlin-Charlottenburg-Nord

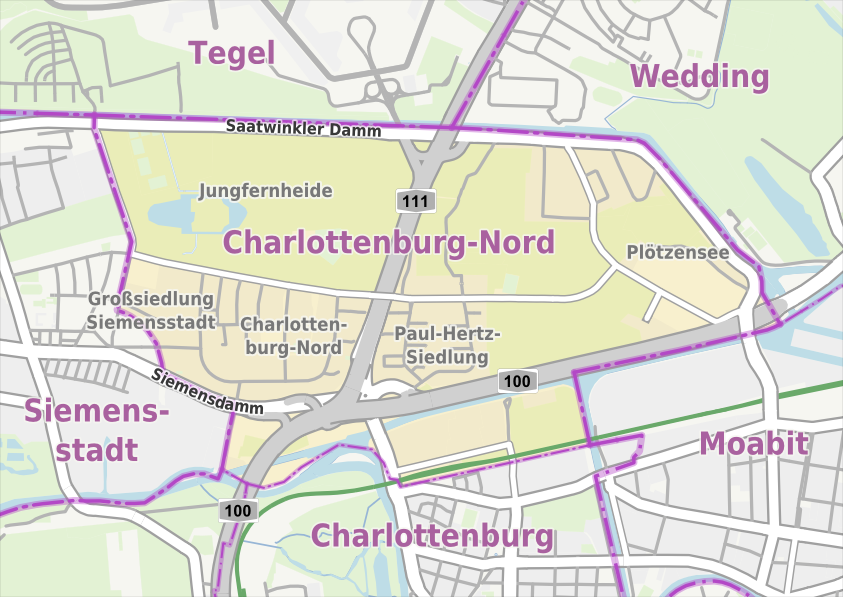
Übersichtskarte von Berlin-Charlottenburg-Nord

Die Liste der Straßen und Plätze in Berlin-Charlottenburg-Nord stellt die im Berliner Ortsteil Charlottenburg-Nord liegenden Straßen und Plätze mit ihren historischen Bezügen dar. Gleichzeitig ist diese Zusammenstellung ein Teil der Listen aller Berliner Straßen und Plätze.

## Überblick
Charlottenburg-Nord hat 19.439 Einwohner (Stand: 31. Dezember 2023) und umfasst die Postleitzahlenbereiche 10589 und 13627.
Im Ortsteil gehören 320 Meter der Bundesautobahn 100 (Ausfahrt zum Tegeler Weg) und 3,6 Kilometer Hauptfahrbahn der Bundesautobahn 111 zum großräumigen und 10,4 Kilometer der A 100 und 2,4 Kilometer der A 111 (Aus- und Einfahrten) zum übergeordneten Straßensystem. Zum letzteren gehören auch 8,4 Kilometer der Stadtstraßen. Ergänzt wird das Hauptstraßensystem noch durch 5,4 Kilometer der Straßenzüge Friedrich-Olbricht-Damm, Jungfernheideweg und Heckerdamm. Die folgende Liste führt die 54 gewidmeten Straßen und Plätze des Ortsteils auf. Von diesen Straßen gehören sieben auch zu Nachbarortsteilen. Die summierte Länge dieser aufgeführten Straßen im Ortsteil beträgt 27,4 Kilometer.
Begrenzt wird der Ortsteil im Norden vom Berlin-Spandauer Schifffahrtskanal, im Süden grenzt er vorwiegend an den Westhafenkanal, an dem die Stadtautobahn angelegt wurde. Zwischen Tegeler Weg und Charlottenburger Verbindungskanal grenzt er an die Bahnstrecke. Der Ortsteil ist durch seine Geschichte am Nordrand der Stadt Charlottenburg geprägt und durch die A 111 gegliedert. Den östlichen Teil bestimmen die Kleingartenkolonien auf dem Gelände des Pfefferluchs und die vorrangig am Saatwinkler Damm (am Berlin-Spandauer Schifffahrtskanal) in Nähe zum Flughafen Tegel liegenden Gewerbeflächen in Plötzensee. Im Westen des Ortsteils dominieren die Wohnbauten der übergreifenden Großsiedlung Siemensstadt, die Siedlungen von Charlottenburg-Nord (vormals: Nonnenwiesen) und die östlich der Nordautobahn die im Südosten der Gartenkolonieflächen liegende Paul-Hertz-Siedlung. Den Nordwesten des Ortsteils zwischen Saatwinkler Damm, Autobahn, Heckerdamm und Jungfernheideweg nimmt die alte Forstfläche des Volksparks Jungfernheide ein.

## Übersicht der Straßen und Plätze
Die nachfolgende Tabelle gibt eine Übersicht über die vorhandenen Straßen und Plätze im Ortsteil sowie einige dazugehörige Informationen.
- Name/Lage: aktuelle Bezeichnung der Straße oder des Platzes. Über den Link Lage kann die Straße oder der Platz auf verschiedenen Kartendiensten angezeigt werden. Die Geoposition gibt die Lage der ungefähren Mitte der Straßenlänge an.
- Im amtlichen Straßenverzeichnis nicht aufgeführte Verkehrswege sind mit * gekennzeichnet.
- Ehemalige oder nicht mehr gültige Straßennamen sind kursiv gesetzt. Für bedeutende ehemalige Straßen oder historische Straßennamen ist gegebenenfalls eine gesonderte Liste vorhanden.
- Länge/Maße in Metern:
Die in der Übersicht enthaltenen Längenangaben sind  gerundete Übersichtswerte, die in Google Earth mit dem dortigen Maßstab ermittelt wurden. Sie dienen Vergleichszwecken und werden, sofern amtliche Werte bekannt sind, ausgetauscht und gesondert gekennzeichnet.
Bei Plätzen sind die Maße in der Form a × b für rechteckige Anlagen und für (ungefähr) dreieckige Anlagen als a × b × c mit a als längster Seite angegeben.
Sofern die Straße auch in benachbarte Ortsteile weiterführt, gibt der Zusatz ‚im Ortsteil‘ an, wie lang der Straßenabschnitt innerhalb des Ortsteils dieses Artikels ist.
- Namensherkunft: Ursprung oder Bezug des Namens.
- Anmerkungen: weitere Informationen über anliegende Baudenkmale oder Institutionen, die Geschichte der Straße und historische Bezeichnungen.
- Bild: Foto der Straße oder eines anliegenden Objektes.

| Name/Lage                          | Länge/Maße (in Metern) | Namensherkunft | Datum der Benennung | Anmerkungen | Bild                                                                                                   |
| ---------------------------------- | ---------------------- | --- | ------------------- | --- | --- |
| Adam-von-Trott-Straße (Lage)       | 0730                   | Adam von Trott zu Solz (1909–1944), Jurist, Diplomat und Widerstandskämpfer gegen das NS-Regime                                                | 29. Okt. 2001       | Die im Gewerbegebiet liegende Straße verbindet den Saatwinkler Damm und den Friedrich-Olbricht-Damm. | Adam-von-Trott-Straße                                                                                  |
| Am Bahnhof Jungfernheide (Lage)    | 0410                   | in der Nähe gelegener Bahnhof Jungfernheide | 27. Juni 1925       | Der erste Name war Straße 65, Abt. VI a – 7/8 des Bebauungsplans. Der ungepflasterte Weg erschließt die hier liegenden Kleingärten und verbindet die Lise-Meitner-Straße mit dem Goslarer Ufer. Vor der Benennung der Max-Dohrn-Straße war diese Teil der Straße Am Bahnhof Jungfernheide. | Am Bahnhof Jungfernheide                                                                               |
| Am Heidebusch (Lage)               | 0290                   | Bewuchs der benachbarten Jungfernheide | 4. Sep. 1954        | Die vom Heckerdamm abgehende Stichstraße liegt in der Paul-Hertz-Siedlung. | Am Heidebusch                                                                                          |
| Bernhard-Lichtenberg-Straße (Lage) | 0530                   | Bernhard Lichtenberg (1875–1943), Priester und Widerstandskämpfer gegen das NS-Regime                                                          | 23. Jan. 1962       | Die Straße erschließt die Paul-Hertz-Siedlung und führt vom Heckerdamm zum Reichweindamm. | Bernhard-Lichtenberg-Straße                                                                            |
| Buchholzweg (Lage)                 | 0220                   | Peter Buchholz (1888–1963) Theologe, Gefängnispfarrer in Plötzensee, Widerstandskämpfer gegen das NS-Regime                                    | 1. Jan. 1992        | Der erste Name war Straße 74a. Hier befand sich die Hauptverwaltung von Air Berlin. | Air-Berlin-Gebäude am Buchholzweg                                                                      |
| Dahrendorfzeile (Lage)             | 090                    | Gustav Dahrendorf (1901–1954), Politiker, Widerstandskämpfer gegen das NS-Regime                                                               | 4. Juli 1957        | Die vom Heilmannring abgehende Stichstraße liegt in der Siedlung Charlottenburg-Nord. | Dahrendorfzeile                                                                                        |
| Delpzeile (Lage)                   | 0140                   | Alfred Delp (1907–1945), katholischer Theologe, Mitglied des Kreisauer Kreises im Widerstand gegen den Nationalsozialismus gegen das NS-Regime | 23. Nov. 1962       | Die von der Bernhard-Lichtenberg-Straße abgehende Stichstraße liegt in der Paul-Hertz-Siedlung. | Delpzeile                                                                                              |
| Emmy-Zehden-Weg (Lage)             | 0120                   | Emmy Zehden (1900–1944), Widerstandskämpferin gegen das NS-Regime                                                                              | 1. Jan. 1992        | Der erste Name war Straße 229. Die Straße im Gewerbegebiet verbindet den Saatwinkler Damm mit dem Hüttigpfad. | Emmy-Zehden-Weg                                                                                        |
| Friedrich-Olbricht-Damm (Lage)     | 1620                   | Friedrich Olbricht (1888–1944), General, Widerstandskämpfer gegen das NS-Regime                                                                | 1. Okt. 1971        | Der erste Name war Straße 211. Hier befindet sich zu beiden Seiten die Justizvollzugsanstalt Plötzensee sowie die Gedenkstätte Plötzensee (Eingang vom Hüttigpfad). | JVA Plötzensee im Friedrich-Olbricht-Damm · JVA-Berlin-Plötzensee                                      |
| Geißlerpfad (Lage)                 | 0230                   | Heinrich Geißler (1814–1879), Physiker (Geißlersche Röhre)                                                                                     | 15. Dez. 1930       | Der erste Name war Straße 81. Die Straße verläuft vom Heckerdamm bis zum Goebelplatz. | Geißlerpfad                                                                                            |
| Geitelsteig (Lage)                 | 0220                   | Hans Friedrich Geitel (1855–1923), Physiker | 31. Aug. 1937       | Der erste Name war Straße 81a bis zur Nordseite des Goebelplatzes. Er geht vom Heckerdamm ab. | Geitelsteig                                                                                            |
| Gloedenpfad (Lage)                 | 0100                   | Elisabeth Charlotte Gloeden (1903–1944), Gerichtsreferendarin und Widerstandskämpferin gegen das NS-Regime                                     | 5. März 1963        | Der erste Name war Straße 8. Die vom Reichweindamm abgehende Stichstraße liegt in der Paul-Hertz-Siedlung. | Gloedenpfad                                                                                            |
| Goebelplatz (Lage)                 | 0100 × 80              | Heinrich Göbel (1818–1893), Feinmechaniker | 15. Dez. 1930       | Der erste Name gemäß Bebauungsplan war Platz V. | Goebelplatz                                                                                            |
| Goebelstraße (Lage)                | 0490 (im Ortsteil)     | Heinrich Göbel (1818–1893), Feinmechaniker | 15. Dez. 1930       | Der erste Name gemäß Bebauungsplan war Straße 85. Ein weiterer Abschnitt liegt im Ortsteil Siemensstadt. Die Goebelstraße ist Teil der Großsiedlung Siemensstadt. | Goebelstraße · Goebelstraße                                                                            |
| Goerdelerdamm (Lage)               | 0300                   | Carl Friedrich Goerdeler (1884–1945), Jurist, nationalkonservativer Politiker und Widerstandskämpfer gegen das NS-Regime                       | 2. Nov. 1953        | Ursprünglich verlief der Goerdelerdamm bis zur Goerdelerdamm-Brücke an der Kreuzung Saatwinkler Damm/Seestraße/Beusselstraße. Er wurde allerdings durch die Stadtautobahn im Mittelabschnitt überbaut. Ein östliches Teilstück wurde am 1. Februar 1972 in den Friedrich-Olbricht-Damm einbezogen. Der heutige Rest erschließt die hinter der Autobahnbrücke am Westhafenkanal liegenden Gebäude. | Goerdelerdamm                                                                                          |
| Grenzweg (Lage)                    | 0320                   | Grenze | nach 1943           | Der Grenzweg erschließt eine Kleingartenanlage. Er geht südwärts vom Friedrich-Olbricht-Damm ab. Die Bezeichnung scheint sich nach der früheren Grenze zwischen Charlottenburg und der durch einen Forst verlaufenden Gemarkung Siemensstadt zu richten. Eine „offizielle“ Quelle ist (derzeit) jedoch nicht bekannt. | Grenzweg                                                                                               |
| Habermannzeile (Lage)              | 0170                   | Max Habermann (1885–1944), Gewerkschafter und Widerstandskämpfer gegen das NS-Regime                                                           | 4. Juli 1957        | Die vom Heilmannring abgehende Stichstraße liegt in der Siedlung Charlottenburg-Nord. | Habermannzeile                                                                                         |
| Haeftenzeile (Lage)                | 0120                   | Hans Bernd von Haeften (1905–1944), Jurist und Widerstandskämpfer gegen das NS-Regime                                                          | 4. Juli 1957        | Die von der Toeplerstraße abgehende Stichstraße liegt in der Siedlung Charlottenburg-Nord. | Haeftenzeile                                                                                           |
| Halemweg (Lage)                    | 0550                   | Nikolaus Christoph von Halem (1905–1944), Jurist, Widerstandskämpfer gegen das NS-Regime                                                       | 4. Juli 1957        | Der Halemweg führt vom Heilmannring bis zum Heckerdamm. Hier befindet sich der gleichnamige U-Bahnhof Halemweg. Weiterhin gibt es hier ein Schulzentrum mit der „Erwin-von-Witzleben-Grundschule“, dem „Anna-Freud-Oberstufenzentrum für Sozialwesen“ und der „Poelchau-Oberschule“, Eliteschule des Sports. Des Weiteren sind eine Kindertagesstätte und ein Jugendclub erwähnenswert. | Halemweg                                                                                               |
| Heckerdamm (Lage)                  | 2920                   | Oswald Hecker (1869–1921), Baumeister | 30. März 1950       | Der vorherige Name (nach 1777–1950) war Königsdamm. Am 1. Februar 1972 wurde ein Abschnitt des Heckerdamms zwischen dem Kreuzungsbereich der Straßen 210 und 211 sowie dem Kreuzungsbereich der Goerdelerdamm-Brücke/See- und Beusselstraße in Friedrich-Olbricht-Damm umbenannt. Die Straße verläuft vom Jungfernheideweg, der Grenze zu Siemensstadt, entlang der Jungfernheide über die A 111 bis zum Friedrich-Olbricht-Damm. | Heckerdamm, östlicher Teil · Heckerdamm, westlicher Teil                                               |
| Heilmannring (Lage)                | 1450                   | Ernst Heilmann (1881–1940), Jurist, Politiker und Widerstandskämpfer gegen das NS-Regime                                                       | 4. Juli 1957        | Die Straße verläuft bogenförmig vom Goebelplatz zum Heckerdamm. | Heilmannring                                                                                           |
| Heinickeweg (Lage)                 | 0250                   | Samuel Heinicke (1727–1790), Gehörlosenpädagoge                                                                                                | 19. Juli 1955       | Der erste Name war Straße 103. Der Weg verläuft als Einbahnstraße von der Toeplerstraße bis zum Heckerdamm. | Heinickeweg                                                                                            |
| Hofackerzeile                      | 0120                   | Caesar von Hofacker (1896–1944), Offizier und Beteiligter am Aufstand vom 20. Juli 1944                                                        | 4. Juli 1957        | Die vom Heilmannring abgehende Stichstraße liegt in der Siedlung Charlottenburg-Nord. | Hofackerzeile                                                                                          |
| Hüttigpfad (Lage)                  | 0700                   | Richard Hüttig (1908–1934), Widerstandskämpfer gegen das NS-Regime                                                                             | 30. März 1950       | Die Straße verläuft entlang der Gefängnismauer und erschließt eine Kleingartenkolonie. Am 28. Februar 1985 wurde der Teil des Hüttigpfads zwischen Friedrich-Olbricht-Damm und der Nordecke der Strafanstalt Plötzensee entwidmet. Mit Wirkung vom 28. Januar 1987 wurde der Hüttigpfad als öffentliches Straßenland eingezogen. | Gefängnismauer am Hütigpfad                                                                            |
| Jakob-Kaiser-Platz (Lage)          | 0100                   | Jakob Kaiser (1888–1961), Politiker und Widerstandskämpfer gegen das NS-Regime                                                                 | 12. Mai 1961        | Der Jakob-Kaiser-Platz umfasst nicht nur den eigentlichen Platz, sondern auch eine hier parallel verlaufende Anliegerstraße. Von 1953 bis 1961 hieß er Siemensplatz. Zuvor existierte auf dem Siemensdamm westlich des heutigen Nikolaus-Groß-Wegs ein weiterer Siemensplatz, der durch den Ausbau des Siemensdamms und die Anlage der Autobahnzufahrten verschwand. | Jakob-Kaiser-Platz                                                                                     |
| Jungfernheideweg                   | 1150 (im Ortsteil)     | hier gelegene Jungfernheide | 23. Jan. 1931       | Der erste Name bis vor 1929 war Straße 80. Der Jungfernheideweg bildet die Grenze zwischen den Ortsteilen Charlottenburg-Nord und Siemensstadt. Er verläuft vom Siemensdamm zum Saatwinkler Damm. Der Teil zwischen der S-Bahn und Siemensdamm liegt in Siemensstadt. | Jungfernheideweg                                                                                       |
| Kirchnerpfad (Lage)                | 0120                   | Johanna Kirchner (1889–1944), Widerstandskämpferin gegen das NS-Regime in der Résistance                                                       | 23. Nov. 1962       | Der erste Name war Straße 4. Die von der Bernhard-Lichtenberg-Straße abgehende Stichstraße liegt in der Paul-Hertz-Siedlung. | Kirchnerpfad                                                                                           |
| Klausingring (Lage)                | 0250                   | Friedrich Karl Klausing (1920–1944), Offizier der Wehrmacht und Widerstandskämpfer des 20. Juli 1944                                           | 23. Nov. 1962       | Die von der Bernhard-Lichtenberg-Straße abgehende Ringstraße liegt in der Paul-Hertz-Siedlung. | Klausring                                                                                              |
| Letterhausweg (Lage)               | 0120                   | Bernhard Letterhaus (1894–1944), Gewerkschaftsfunktionär und Widerstandskämpfer gegen das NS-Regime                                            | 7. Apr. 1957        | Der Letterhausweg ist die Zufahrtsstraße zur Siedlung Charlottenburg-Nord aus südlicher Richtung. Er verbindet den Siemensdamm mit dem Heilmannring. | Letterhausweg                                                                                          |
| Leuningerpfad (Lage)               | 0100                   | Franz Leuninger (1898–1945), christlicher Gewerkschafter und Widerstandskämpfer gegen das NS-Regime                                            | 23. Nov. 1962       | Der erste Name war Straße 10. Die vom Reichweindamm abgehende Stichstraße liegt in der Paul-Hertz-Siedlung. | Leuningerpfad                                                                                          |
| Lise-Meitner-Straße (Lage)         | 0830                   | Lise Meitner (1878–1968), österreichisch-schwedische Kernphysikerin                                                                            | 1. Mai 1970         | Der erste Name war Straße 211. Am 1. Juni 1971 wurde die Verlängerung, die Straße 213 bis zum Westhafenkanal, ebenso benannt. | Lise-Meitner-Straße                                                                                    |
| Max-Dohrn-Straße (Lage)            | 0660                   | Max Dohrn (1874–1943), Chemiker | 1. Aug. 1970        | Vorher war sie Teil der Straße Am Bahnhof Jungfernheide. Sie verbindet den Tegeler Weg mit der Lise-Meitner-Straße. Auf dem Gelände des früheren DRK-Krankenhauses ist der „berlinbiotechpark“ entstanden. Zudem befindet sich in der Straße der Hauptstandort des Bundesinstituts für Risikobewertung. | Max-Dohrn-Straße · berlinbiotechpark                                                                   |
| Nikolaus-Groß-Weg (Lage)           | 0270                   | Nikolaus Groß (1898–1945), Gewerkschafter und Widerstandskämpfer gegen das NS-Regime                                                           | 30. Juni 1966       | Zwischen dem Siemensdamm und den damals noch über das Siemensgelände führende Abschnitt des Nonnendamms wurde der Nikolaus-Groß-Weg im Jahr 1960 als Anliegerstraße für die dort befindliche Hauptfeuerwache angelegt, die an der Straßenostseite liegt. Die westliche Straßenseite bildet die Grenze zu Siemensstadt, das Straßenland gehört zum Ortsteil. | Nikolaus-Groß-Weg                                                                                      |
| Nonnendamm (Lage)                  | 0780                   | Benediktinerinnenkloster in Spandau, 1239 gestiftet                                                                                            | 2. Apr. 1914        | Der Nonnendamm wurde im 14. Jahrhundert als Knüppeldamm zu den Grundstücken der Nonnen (Nonnenwiesen) angelegt. Die Nonnendammallee ist der für Siemens ausgebaute Abschnitt des Nonnendamms. Die Straßenführung nördlich der Spree blieb beim Bau des Westhafenkanals erhalten, nur der Anschluss an den Tegeler Weg wurde geändert. Im Rahmen der Erbauung der Neuen Schleuse Charlottenburg wurde 2003 der Straßenlauf geändert. Um die Verbindung zum östlichen Abschnitt des Nonnendamms auf der durch den Schleusenbau neu entstandenen Insel zu erhalten, wurde die Straße über eine neue Brücke über den Westvorhafen geführt. Im Industriebau Nonnendamm 17, von der Rudolf-Wisell-Brücke gut auf der neuen Schleuseninsel zu sehen, steht das Atelierhaus Nonnendamm, bis Mitte der 1960er Jahre befand sich darin die Schuhcremefirma Urban & Lemm. Auf der Karte von 1932 verläuft der Nonnendamm vom Bahnhof Wernerwerk im Anschluss an die Siemensstraße auf der Grenze der Verwaltungsbezirke Charlottenburg und Spandau entlang bis an die Spree und um die Schleuse Charlottenburg. Das blieb schließlich bis ins Jahr 1960 unverändert. | Nonnendamm: Nummer 17, leerstehend · Zufahrt zur Schleuse auf der Nordseite · Schleuse an der Südseite |
| Popitzweg (Lage)                   | 0260 (im Ortsteil)     | Johannes Popitz (1884–1945), Jurist, Politiker und Widerstandskämpfer gegen das NS-Regime                                                      | 4. Juli 1957        | Ein Teil der Straße verläuft in Siemensstadt. Die im Bebauungsplan als Straße 43 ausgewiesene Straße lag teils im Bezirk Spandau, teils im Bezirk Charlottenburg. Der Abschnitt im Bezirk Charlottenburg erhielt am 4. Juli 1957, der Abschnitt im Bezirk Spandau am 13. Dezember 1961 den Namen Popitzweg. | Popitzweg                                                                                              |
| Reichweindamm (Lage)               | 0690                   | Adolf Reichwein (1898–1944), Pädagoge, Wirtschaftswissenschaftler, Kulturpolitiker und Widerstandskämpfer gegen das NS-Regime                  | 23. Nov. 1962       | Der erste Name war Straße 102. Am 30. November 1973 erhielt die Verlängerung des Reichweindamms ebenfalls diesen Namen. Er verbindet Goerdelerdamm und Heckerdamm. | Reichweindamm                                                                                          |
| Riedemannweg (Lage)                | 0360                   | Wilhelm Anton Riedemann (1832–1920), Kaufmann, Unternehmer und Pionier der Tankschifffahrt                                                     | 21. Feb. 1940       | Die vorherigen Namen waren Riedemannstraße (um 1895 bis vor 1898) und Riedemanns Privatweg (vor 1898–1940). | Riedemannweg                                                                                           |
| Saatwinkler Damm (Lage)            | 4450 (im Ortsteil)     | Saatwinkel, Ortslage im Bezirk Reinickendorf                                                                                                   | 19. Apr. 1918       | Die vorherigen Namen von Teilen des heutigen Damms waren Am Spandauer Schiffahrtskanal (nach 1877–1918), Saatwinkler Chaussee (um 1864–1925), Am Hohenzollernkanal (vor 1915–1918). Der Saatwinkler Damm führt von der Kreuzung Seestraße/Beusselstraße am Hohenzollernkanal entlang zum ehemaligen S-Bahnhof Gartenfeld und weiter bis zum Haselhorster Damm in Spandau. Die Straßen Am Spandauer Schiffahrtskanal und Am Hohenzollernkanal in Charlottenburg wurden am 19. April 1918 in Saatwinkler Damm umbenannt, 1925 erhielt auch der Spandauer Straßenteil Saatwinkler Chaussee diesen Namen. Am 3. Dezember 1973 wurde ein Teilstück des Saatwinkler Damms in Charlottenburg – zwischen Hüttigpfad und Seestraße – entwidmet und aus dem Straßenregister gelöscht. | Saatwinkler Damm · Saatwinkler Damm                                                                    |
| Schneppenhorstweg (Lage)           | 0130                   | Ernst Schneppenhorst (1881–1945), Gewerkschafter, Politiker und Widerstandskämpfer gegen das NS-Regime                                         | 4. Juli 1957        | Die von der Toeplerstraße abgehende Stichstraße liegt in der Siedlung Charlottenburg-Nord. | Schneppenhorstweg                                                                                      |
| Schwambzeile (Lage)                | 0110                   | Ludwig Schwamb (1890–1945), Jurist, Politiker und Widerstandskämpfer gegen das NS-Regime.                                                      | 23. Nov. 1962       | Die vom Reichweindamm abgehende Stichstraße liegt in der Paul-Hertz-Siedlung. | Schwambzeile                                                                                           |
| Schwanenfeldstraße (Lage)          | 0170                   | Ulrich Wilhelm Graf von Schwerin von Schwanenfeld (1902–1944), Großgrundbesitzer, Reserveoffizier und Widerstandskämpfer gegen das NS-Regime   | 18. Apr. 1980       | Der erste Name war Straße 241. Die Schwanenfeldstraße führt an der Mauer der Justizvollzugsanstalt Plötzensee entlang zum Betriebsgelände der Spedition Schenker. | Schwanenfeldstraße                                                                                     |
| Schweiggerweg (Lage)               | 0270                   | Johann Salomo Christoph Schweigger (1779–1857), Mathematiker, Physiker, Chemiker                                                               | 31. Aug. 1937       | Der erste Name war Straße 81b des Bebauungsplans. Der Weg verläuft als Einbahnstraße von der Toeplerstraße bis zum Heckerdamm. Hier befindet sich die „Vivantes-Heimstatt Jungfernheide“. | Schweiggerweg                                                                                          |
| Seestraße (Lage)                   | 0120 (im Ortsteil)     | Plötzensee | um 1827             | Der Teil zwischen der Nördlichen und Südlichen Seestraßenbrücke gehört zu Moabit. Der östliche Abschnitt der Straße verläuft im Ortsteil Wedding. Lediglich der Teil zwischen Saatwinkler Damm und Autobahnzufahrt gehört zu Charlottenburg-Nord. | Seestraße                                                                                              |
| Siemensdamm (Lage)                 | 0800 (im Ortsteil)     | Werner von Siemens (1816–1892), Physiker und Unternehmer                                                                                       | 14. Juli 1914       | Ein Teil der Straße verläuft in Siemensstadt. Ursprünglich führte der Siemensdamm aus Spandau kommend vom damaligen Nonnendamm bis in den Tegeler Weg hinein. Am 2. November 1953 erhielt die neue Ost-West-Verbindungsstraße von der Einmündung in den Siemensdamm bis zum Siemensplatz ebenfalls den Namen Siemensdamm. Sie war die Verlängerung des Siemensdamms in Richtung Osten. Auf Spandauer Gebiet erhielt ein Teil der Nonnendammallee am 19. Mai 1956 gleichfalls die Bezeichnung Siemensdamm. | Siemensdamm                                                                                            |
| Stieffring (Lage)                  | 0340                   | Hellmuth Stieff (1901–1944), Generalmajor und Widerstandskämpfer des 20. Juli 1944                                                             | 1. Feb. 1968        | Der Stieffring liegt im Gewerbegebiet Saatwinkler Damm. | Stieffring                                                                                             |
| Straße 70 (Lage)                   | 0930                   | Nummer nach Bebauungsplan | vor 1943            | Die Straße 70 liegt zwischen Saatwinkler Damm und Heckerdamm (vormals: Königsdamm) und erschließt vorwiegend Kleingartenanlagen. Im Süden setzt sich der Reichweindamm fort. Im Adressbuch von 1943 ist die Straße 70, Abt. VI aufgeführt, einige nach den Eigentümern benannte Häuser standen bereits und darüber hinaus wurde Laubengelände und ein Volkspark genannt. | Straße 70                                                                                              |
| Strünckweg (Lage)                  | 0090                   | Theodor Strünck (1895–1945), Jurist und Widerstandskämpfer des 20. Juli 1944                                                                   | 23. Nov. 1962       | Der anfängliche Name war Straße 4. Die von der Bernhard-Lichtenberg-Straße abgehende Stichstraße liegt in der Paul-Hertz-Siedlung. | Strünckweg                                                                                             |
| Tegeler Weg (Lage)                 | 0470 (im Ortsteil)     | Tegel, Ortsteil im Bezirk Reinickendorf | vor 1884            | Der vorherige Name war Weg nach Spandau (vor 1767 bis vor 1884). Der Tegeler Weg ist eine Nord-Süd-Verbindung, die zwischen der Schloßbrücke und dem Jakob-Kaiser-Platz parallel zur Spree verläuft. Sie unterquert die Brücke der Ringbahn sowie der Regionalbahn und wird durch die Mörschbrücke über den Westhafenkanal geführt. Der Abschnitt zwischen Jakob-Kaiser-Platz und Bahnbrücke gehört zu Charlottenburg-Nord. Der Rest liegt in Charlottenburg. Am 17. Dezember 1955 erhielt der nördliche Abschnitt des Tegeler Wegs den Namen Kurt-Schumacher-Damm. | Tegeler Weg · Tegeler Weg                                                                              |
| Teichgräberzeile (Lage)            | 0120                   | Richard Teichgräber (1884–1945), Gewerkschafter und Widerstandskämpfer gegen das NS-Regime.                                                    | 23. Nov. 1962       | Der erste Name war Straße 3. Die von der Bernhard-Lichtenberg-Straße abgehende Stichstraße liegt in der Paul-Hertz-Siedlung. | Teichgräberzeile                                                                                       |
| Terwielsteig (Lage)                | 0100                   | Maria Terwiel (1910–1943), Widerstandskämpferin; sie gehörte zum Kreis der Roten Kapelle                                                       | 23. Nov. 1962       | Der erste Name war Straße 9. Die vom Reichweindamm abgehende Stichstraße liegt in der Paul-Hertz-Siedlung. | Terwielsteig                                                                                           |
| Thaters Privatweg (Lage)           | 0520                   | Karl Thater (19. Jhd.), Eiswerkbesitzer | vor 1895            | Im Stadtplan Berlins von 1893 ist der Weg als namenlose Trasse eingetragen. Auf der Karte von 1896 ist die Straße namentlich als Thater Straße enthalten. 1901 wurde sie Thater's Weg genannt. Es ist nicht anzunehmen, dass ständig offizielle Umbenennungen vorgenommen wurden, sondern die Namen wurden synonym gebraucht. Die Straße erhielt zwischen 1894 und 1896 ihren Namen. Sie verlief ursprünglich von Am Spandauer Schiffahrtskanal bis zu einer unbenannten Trasse, die dann später fortfiel. Die ursprüngliche Trassenführung des Weges liegt inzwischen im nördlichen Abschnitt des Friedrich-Olbricht-Damms. Zu Beginn der 1960er Jahre ist der Weg bis zum Heckerdamm verlängert worden. In dieser Verlängerung liegt heute Thaters Privatweg. Er trennte Thater's Eiswerke und den Komplex der Deutsch-Amerikanischen Petrol-Gesellschaft. | Thaters Privatweg                                                                                      |
| Toeplerstraße (Lage)               | 0490                   | August Toepler (1836–1912), Physiker | 31. Aug. 1937       | Der erste Name war Straße 85 des Bebauungsplans. Sie verläuft als Verlängerung der Goebelstraße bis zum Halemweg und erschließt die Siedlung Charlottenburg-Nord. | Toeplerstraße                                                                                          |
| Wiersichweg (Lage)                 | 0120                   | Oswald Wiersich (1882–1945), Gewerkschafter und Widerstandskämpfer gegen das NS-Regime                                                         | 23. Nov. 1962       | Der erste Name war Straße 9. Die von der Bernhard-Lichtenberg-Straße abgehende Stichstraße liegt in der Paul-Hertz-Siedlung. | Wiersichweg                                                                                            |
| Wirmerzeile (Lage)                 | 0130                   | Josef Wirmer (1901–1944), Jurist und Widerstandskämpfer gegen das NS-Regime                                                                    | 23. Nov. 1962       | Der erste Name war Straße 7. Die vom Reichweindamm abgehende Stichstraße liegt in der Paul-Hertz-Siedlung. | Wirmerzeile                                                                                            |

## Vormalige Straßen und nicht umgesetzte Straßennamen
Der heutige Ortsteil auf dem Gebiet der damaligen Stadt Charlottenburg war bis in die Nachkriegszeit außer im Gutsbezirk Plötzensee wenig bebaut und trassiert, so liegen im Gegensatz zum Charlottenburger Kerngebiet wenige Straßenumbenennungen vor. Auf einer Karte von 1946 finden sich Straßennamen, die als provisorisch markiert sind. Dazu gehört auch die Willi-Jahn-Straße. Jedoch wurde dieser Vorschlag für die Seestraße bei den Charlottenburger Umbenennungen vom März 1950 nicht bestätigt.
| Vormals                       | von           | bis           | umbenannt in                                   | Namensherkunft                                                                         | Anmerkungen |
| ----------------------------- | ------------- | ------------- | ---------------------------------------------- | -------------------------------------------------------------------------------------- | --- |
| Am Spandauer Schiffahrtskanal | ab 1878       | 19. Apr. 1918 | →Saatwinkler Damm                              | Berlin-Spandauer Schiffahrtskanal: Verbindung zwischen dem Haveloberlauf und der Spree | Auf der Karte von 1878 war die Trasse noch namenlos eingetragen, sie wurde zwischen 1878 und 1883 benannt. Die Straße führt am Berlin-Spandauer Schiffahrtskanal entlang und ging durch die Gemarkung Plötzensee zur Seestraße. Mit dem Ausbau des Kanals zur Großwasserstraße 1906–1914 wurde auch die Bezeichnung Am Hohenzollernkanal benutzt (Karte von 1918, für Plötzensee ab Höhe Riedemanns Privatweg zur Seestraße). Im Adressbuch ist die Straße durchgehend bis 1920 (für Charlottenburg und Plötzensee) als Am Spandauer Schi(fff/ff)ahrts(-C/k)anal eingetragen und bereits mit Wohnhäusern bebaut, die jedoch keine Parzellennummern, sondern den Namen des Eigentümers tragen. Gleich am Anfang standen ein Schulhaus und ein Forsthaus und es gab 1918 auch ein Postamt hier; hinter der Kreuzung mit Thaters Privatweg lagen die Gr. Berl. Eiswerke, dessen Besitzer und Betreiber an diesem Kanal selbst wohnte. Im Adressbuch 1921 sind die Grundstücke unter Saatwinkler Damm aufgeführt, wobei die Gliederung in Plötzensee zur Seestraße und für Charlottenburg bis zum Tegeler Forst noch erhalten ist. |
| Gartenweg                     | nach 1890     | nach 1971     | →entfallen                                     | Gartengelände am Rande des Krummelanke-Rieselfelds.                                    | Der Gartenweg verlief westlich um die Strafanstalt Plötzensee und führte auf den später benannten Heuweg. Im Stadtplan Berlins von 1890 war eine Trasse ohne Bezeichnung eingetragen, die 1893 als Gartenweg namentlich eingezeichnet ist. Im Plan von 1971 war der Weg noch vorhanden, fiel aber wegen der Erweiterung des Geländes der Strafanstalt fort. |
| Grundelweg                    | 30. März 1950 | um 1962       | Südteil: →gelöscht Nordteil: →Saatwinkler Damm | Grundeln, wobei wohl Gründlinge aus dem Kanal namensgebend waren                       | Die Kanalstraße in Plötzensee am Südostrand der Strafanstalt zwischen Heuweg/ Saatwinkler Damm und dem Königsdamm. wurde 1950 in Grundelweg umbenannt. Auf dem Stadtplan von 1961 ist der Grundelweg noch angegeben, kurz darauf wurde die Fläche des Südteils mit einer Autobahnauffahrt überbaut. Die Trasse des Nordteiles blieb erhalten, auf sie knickt seit um 1962 der Saatwinkler Damm ab und wird so auf die damals neugestaltete Kreuzung geführt. |
| Hefner-Alteneck-Straße        | 1924          | um 1931       | → entfallen                                    | Friedrich von Hefner-Alteneck (1845–1904), Konstrukteur und Elektrotechniker           | Die Trasse ist auf der Karte von 1920 als Straße 47, Abt. VI des Charlottenburger Bebauungsplans für das Gebiet östlich der Siemensstadt eingezeichnet. Im Januar 1925 ist diese im südlichen Teil am Westrand Charlottenburgs zu Siemensstadt zwischen Nonnen-, über Siemens- zum Holtzdamm, in Hefner-Alteneck-Straße benannt worden. Der Bau der S-Bahn nach Gartenfeld erfolgte auf der Charlottenburger Seite entlang der Verwaltungsbezirksgrenze zu Spandau. Das Charlottenburger Gebiet (als Siemensstadt-Ost) blieb noch bis in die 1950er Jahre unbebaut und der Holtzdamm ist verkürzt. Da die weitere Bebauung östlich von Siemensstadt nach Charlottenburg in den 1930er Jahren nicht ausgeführt wurde, ist wohl die Trassierung entfallen, dennoch ist die Straße als „unbebaut“ auch im Adressbuch 1943 noch aufgeführt. Die Bebauung der „Siedlung Charlottenburg Nord“ wurde neu trassiert, die Straßen entsprechend benannt. |
| Heuweg                        | nach 1893     | 30. März 1950 | →Hüttigpfad                                    | Weg zu den Wiesen am Plötzensee                                                        | Als Trasse im Stadtplan Berlins von 1893 enthalten ist 1901 der Heuweg namentlich eingezeichnet. Er bildete die nordöstliche Begrenzung des Strafgefängnisses Plötzensee. |
| Kanalstraße                   | vor 1893      | 30. März 1950 | →Grundelweg                                    | Spandauer Schifffahrtskanal                                                            | Im Stadtplan von 1884 war die Straße als Trasse in Plötzensee vom 1848 bis 1859 angelegten Kanal ohne Bezeichnung eingetragen. Auf der Karte von 1893 ist sie bereits namentlich vom Königsdamm über den damals noch nicht benannten Heuweg zum Spandauer Schiffahrtskanal eingezeichnet. Im Adressbuch 1900 findet sich unter Canalstraße der Hinweis „s. Neues Strafgefängniß“. Sie begrenzte die Strafanstalt Plötzensee auf der südlichen Seite. Die Straße wurde 1950 in Grundelweg umbenannt, weil es im Berliner Stadtgebiet mehrere Kanalstraßen gab, gleichzeitig wurde die zweiten Charlottenburger Kanalstraße zur Thrasoltstraße. |
| Karlshofer Weg                | nach 1952     | um 1964       | → entfallen                                    | „Restaurant Karlshof“ am Saatwinkler Damm                                              | Der Name des Restaurants ist auf die westlich liegende „Kolonie Karlshof“ übergegangen, die wohl als Flächenobjekt namensgebend war. Auf der Karte von 1955 war der Weg namentlich eingetragen zwischen Thaters Weg und Heckerdamm an dessen Ecke mit dem Riedemann-Weg. Im Plan von 1963 ist er noch verzeichnet, in der Karte von 1964 nicht mehr. Das Ausflugslokal in Plötzensee wurde zwischen 1879 und 1883 als Restaurant „Zum Deutschen Kronprinzen“ gegründet. Im Jahr 1901 hatte es den Namen Restaurant „Carlshof“. Nach der Karte von 1921 ist die Umgebung von Plötzensee bereits für die Bebauung vorbereitet und trassiert. Allerdings ist diese Bebauung nicht erfolgt und das Gelände zwischen Thaters und Riedemanns Privatweg von der Deutsch-Amerikanischen Petroleum-Ges. am Schifffahrtskanal belegt. Das Gelände östlich der Wohnsiedlung Charlottenburg-Nord ist nach der Kriegszeit als Kleingärten auf dem Pfefferluch ausgewiesen. |
| Königsdamm                    | nach 1877     | 30. März 1950 | → Heckerdamm                                   | Friedrich Wilhelm I. (1688–1740) König in Preußen (der Soldatenkönig)                  | Vermutlich ließ König Friedrich Wilhelm I. diesen Damm im 18. Jahrhundert anlegen, um die Mäckeritzwiesen als Bauland zu gewinnen. Auf der Karte von 1767 war eine Trasse als Weg zwischen Spandau und Berlin namentlich eingezeichnet und erhielt später den Namen Königsdamm. Der alte Königsdamm führte von Plötzensee (Charlottenburg) kommend, am Rande der Jungfernheide entlang, zur Gartenfelder Straße. Durch die in den 1920er Jahren einsetzende Bebauung wurde die alte Straße an vielen Stellen aufgehoben. Mit teilweise neuer Führung entstand aus dem westlichen Abschnitt im Bezirk Spandau am 23. November 1931 der Schuckertdamm. Im Adressbuch 1943 ist der Königsdamm aufgeführt, wobei zwischen Heuweg und Tegeler Weg Post Plötzensee und für den übrigen Teil Post Siemensstadt angegeben sind. |
| Verlängerte Keplerstraße      | vor 1964      | nach 1968     | → entfallen                                    | Johannes Kepler (1571–1630), Astronom, Mathematiker.                                   | Die Verlängerte Keplerstraße verlief vom Goerdeler- zum Heckerdamm und ist im Stadtplan von 1964 unter diesem Namen eingezeichnet, jedoch fiel die Trasse nach 1967 fort. Sie lag am Westrand der Loewe-Siedlung in Verlängerung der Keplerstraße über den Goerdelersteg hinweg. |

## Weitere Örtlichkeiten in Charlottenburg-Nord

### Kleingartenanlagen (Kolonien)
Die Garten- und Siedlerkolonien (KGA) im Ortsteil liegen vorzugsweise in der Ortslage Plötzensee auf dem Pfefferluch. Durch den Kleingartenentwicklungsplan der Senatsverwaltung für Stadtentwicklung von 2004 wurden die Sicherungsstufen der Berliner Kleingartenanlagen (KGA) festgelegt, die sich aus Reserveflächen, Flächennutzungsplan (FNP) und Bebauungsplänen ergaben. Der Dachverband der Kleingärtner in Charlottenburg gibt für den Ortsteil eine Anzahl von etwa 3000 Mitgliedern an. Die landeseigenen Flächen der KGA unterstehen in der Planung dem Bezirksamt Charlottenburg-Wilmersdorf.
Der Ortsteil verfügt aufgrund vieler Grünflächen über eine größere Anzahl KGA.

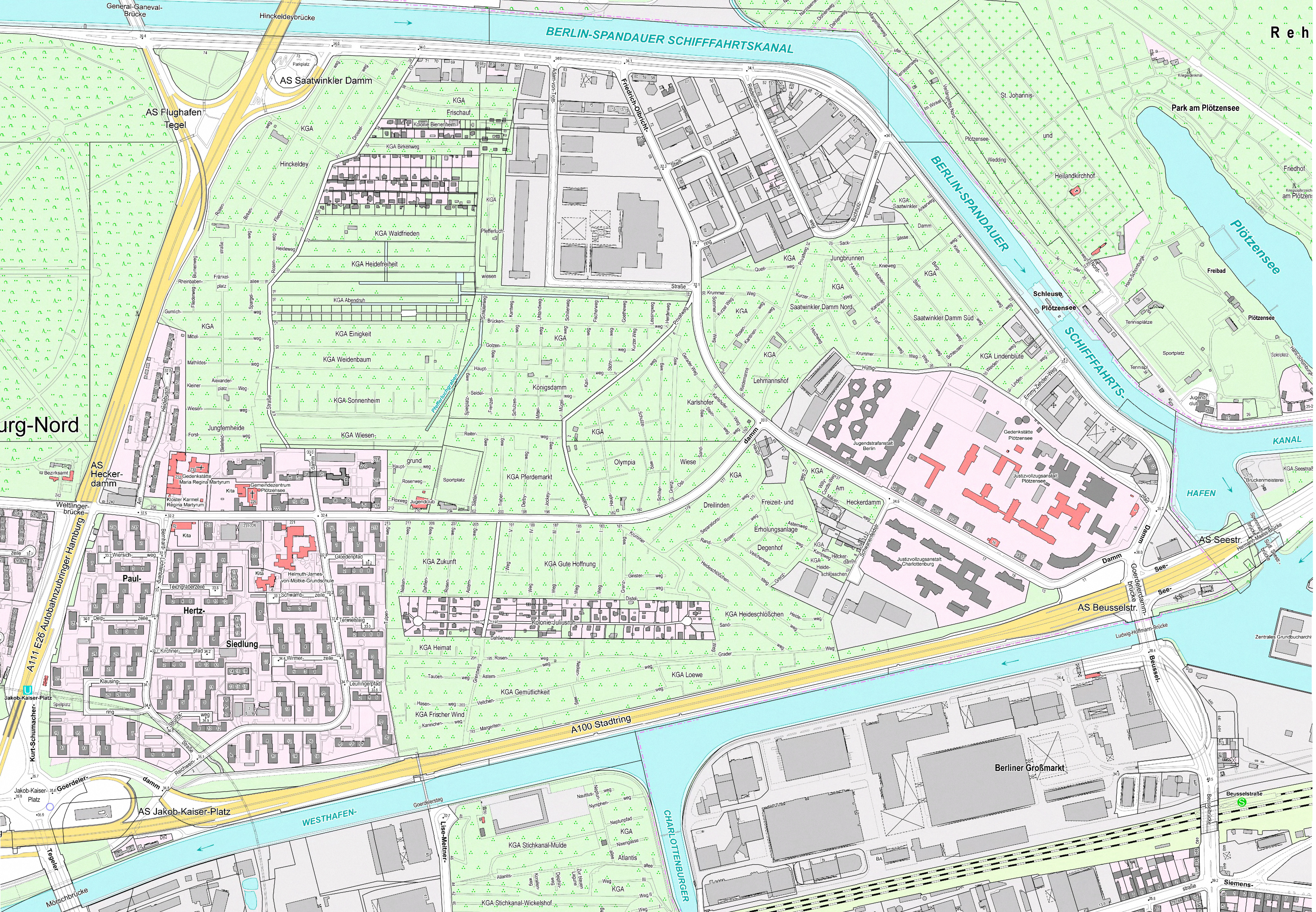
Lage der Siedler- und Kleingartenanlagen im Pfefferluch

Die KGAn Jungfernheide (1904), Königsdamm (1908) und Weidenbaum (1906) waren als Arbeitergärten des Roten Kreuzes entstanden und gehen auf einen philanthropisch motivierten Vertreter des Reichsversicherungsamtes, Alwin Bielefeldt, zurück. Die Regierung der Weimarer Republik erließ 1919 das erste deutsche Kleingartengesetz: Rechtssicherheit durch Kündigungsschutz, Beseitigung des gewerbsmäßigen Generalpachtsystems. Zur Organisationsform wurde der Reichsverband der Kleingärtenvereine Deutschlands, in dem sich die Schreber- und Pflanzervereine sammelten. Während des Ersten Weltkrieges und kurz danach entstanden die Kolonien Olympia (1919)‚ Pascalstraße (1918) und Schleusenland (1915). Im Jahr 1936 wurden Gartenvereine im Gebiet Charlottenburg auf staatliche Anweisung zur „Hauptgruppe 6“ zusammengefasst. Der Suche nach Obdach (Bombenopfer) und Nahrungsbeschaffung galten die Gründungen Mitte der 1940er Jahre: Am Heckerdamm (1944/1945), Bleibtreu II (1945), Dahmshof (1945), Degenhof (1945), Frischer Wind (1945), Gemütlichkeit (1945) Gute Hoffnung (1945), Heideschlösschen (1945), Hinckeldey (1946), Loewe (1944), Pferdemarkt (1945), Stichkanal (1945) und Zukunft (1945).
Das Melderegister weist für das Gebiet im Jahr 1961 noch 775 „Dauernutzer“ in KGA aus. Als 1986 der Flächennutzungsplan veröffentlicht wurde und die Gartenflächen als Wohnungsbaufläche ausgewiesen waren, gründete sich die „IG Nord“ zur Rettung der Kleingärten vor deren Abschaffung. Bei dieser Gelegenheit wurden die vorher lockeren Kolonievereine zu „eingetragenen Vereinen“ organisiert.
Das größte zusammenhängende Kleingartenareal liegt in der Region Nord und ist mit über 3000 Parzellen der größte zusammenhängende Kleingartenbereich Berlins. Die Fläche wurde in den 1920er Jahren für eine Bebauung trassiert, blieb aber unbebaut. Die 30 Kleingartenanlagen liegen in Plötzensee auf dem vormaligen Pfefferluch und dessen südliches Anschlussgebiet. Das Gebiet ist im Westen von der A 111, im Norden und Osten vom Berlin-Spandauer Schifffahrtskanal (Saatwinkler Damm) begrenzt, und der Heckerdamm führt zentral durch das Kleingartengelände. Im Süden von der Stadtautobahn am Westhafenkanal abgeschlossen, steht hier im Osten die Paul-Hertz-Siedlung und am Ostrand die Haftanstalt Plötzensee und im Nordost das Gewerbegebiet am Stieffring.
- Anlagen westlich der Straße 70 zur A 111, vorher verlief am Westrand der Tegeler Weg und gegenüber lag der Volkspark Jungfernheide.

Für die Fläche besteht Baurecht nach § 35 BauGB, der Bebauungsplan VII-164b DKG wurde eingestellt, da auf Grund der Sicherung über FNP und Kleingartenentwicklungsplan kein Planerfordernis mehr bestand.
- Kolonie Hinkeldey (Straße 70 Nr. 31–39, Lage)

Hinkeldey ist eine (fiktive) Dauerkleingartenanlage mit 155 Parzellen auf 67.990 m² landeseigenem Pachtland, darunter befinden sich noch acht Dauerbewohner. Die KGA Hinckeldey e. V. liegt im Nordosten der Kolonieflächen des Ortsteils, westlich der Straße 70 und an der Südostecke vom Autobahndreieck Charlottenburg, Anschlussstelle Saatwinkler Damm. Auf dem Areal befand sich die Försterei Königsdamm und das Hinkeldey-Denkmal.
- Kolonie Jungfernheide (Straße 70, Nr. 19/23, Lage)

ist eine fiktive Dauerkleingartenanlage mit 231 Parzellen auf 78.117 m² landeseigenem Pachtland, auf der Anlage leben zwölf Dauernutzer. Die Kolonie wurde im Jahr 1904 vom DRK für „Arbeitergärten“ gegründet und lag zu diesem Zeitpunkt am Rand der Jungfernheide, die am Tegeler Weg auf Spandauer Flur lag.
- Anlagen östlich der Straße 70

Die Anlagen liegen in 30 bis 50 Meter breiten Streifen zwischen der Straße 70 und dem Pfefferluchgraben mit einer Länge von 220 bis 420 Metern. Die Aufzählung folgt von Nord nach Süd. Ein für diese Flächen bestehende Bebauungsplan VII-164b wurde eingestellt, da die Anlagen durch die Darstellung im Flächennutzungsplan als Grünanlagen dauerhaft gesichert sind. Die Streifenform der Anlagen folgt wohl den Strukturen, die sich aus den Flächen der Karlshof-Eiswerke ergaben.
- Kolonie Frisch Auf (Straße 70, Nr. 36/38, Lage)

Diese fiktive Dauerkleingartenanlage auf 18.451 m² landeseigenem Pachtland besteht aus 54 Parzellen (18.224 m²) und einem Dauernutzer und liegt nördlich der KGA Bienenheim. Diese Kolonie wurde 1927 gegründet und ist im Bestand durch den Kleingartenentwicklungsplan dauerhaft gesichert. Sie ist im Flächennutzungsplan mit Baurecht eingetragen.
- Kolonie Bienenheim, (Straße 70 Nr. 34, Lage)

Die Gartenkolonie besteht aus Eigentümergärten. Die Kolonieflächen sind durch Darstellung als Grünland mit dem Status „Baufläche“ im Bestand hoch gesichert und als Siedlungsfläche geeignet. Das Siedlungsgrundstück mit 18 Parzellen auf Privatland hat eine Länge von 210 und eine Breite von 30 Metern (7.200 m²). Ein Bebauungsplanentwurf VII-164b aus den 1970er Jahren wurde eingestellt.
- Kolonie Birkenweg 04004 (Straße 70, Lage, Kolonienummer 32)

Diese fiktive Dauerkleingartenanlage besitzt 26 Parzellen auf 10.617 m² landeseigenem Pachtland. Sie wurde 1933 gegründet und sie ist durch den FNP als Grünfläche (KGA) im Bestand dauerhaft gesichert.
- Kolonie Pfefferluch (Straße 70 Nr. 30, Lage)

Die Gartenkolonie besteht aus Eigentümergärten. Auf 12.833 m² Privatland liegen 32 Parzellen, die nach Flächennutzungsplan als Grünfläche (KGA) ausgewiesen sind. Ein Bebauungsplanentwurf VII-164b aus den 1970er Jahren wurde aufgehoben.
- Kolonie Akazienhain (Straße 70 Nr. 28, Lage)

Die Gartenkolonie mit 12.416 m² besteht mit 25 Parzellen aus Eigentümergärten (§ 35 BauGB). Ein Bebauungsplanentwurf VII-164b wurde eingestellt. Die hohe Sicherung beruht auf der Darstellung im Flächennutzungsplan als „Grünfläche (Kleingarten)“.
- Kolonie Alpenrose (Straße 70 Nr. 26, Lage)

Diese 15 Parzellen liegen zum Pfefferluchgraben und grenzen im Osten an die KGA ‚Pfefferluchwiesen‘. Die Gartenkolonie besteht mit 8.900 m² aus 15 Eigentümergärten. Ein Bebauungsplanentwurf VII-164b aus den 1970er Jahren wurde eingestellt, die Sicherung der Anlage beruht auf der Darstellung im Flächennutzungsplan als „Grünfläche (Kleingarten)“.
- Kolonie Waldfrieden (Straße 70 Nr. 22/24, Lage)

Die Kleingartenkolonie liegt auf einer Fläche von 22.283 m² landeseigenem Pachtland und ist in 74 Parzellen eingeteilt, wobei ein Dauernutzer darunter ist. Sie ist als fiktive Kleingartenanlage dauerhaft im Bestand gesichert.
- Kolonie Heidefreiheit (Straße 70 Nr. 20, Lage)

Von den Pächtern der 28 Parzellen auf 11.602 m² sind drei Dauernutzer. Auf landeseigenem Pachtland ist die fiktive Gartenanlage durch Eintrag im Flächennutzungsplan dauerhaft gesichert. Sie wurde im Jahr 1905 gegründet und gehört zur Region Nord. Zur Kolonie gehören die „Heimstätten von Heidefreiheit“. Auf dem Streifen der Kleingartenanlage am Südrand wurden 18 Eigentümergärten auf 7.215 m² eingerichtet, wodurch sich Änderungen im Baurecht ergeben.
- Kolonie Pfefferluchwiesen (Friedrich-Olbricht-Damm 59, Lage)

Diese Anlage liegt östlich der vorgenannten Kolonien längs am Ufer des Pfeffeluchgrabens. Es ist eine fiktive Dauergartenanlage auf 8257 m² landeseigenem Pachtland (26 Parzellen). Der Name ergibt sich aus der Lage am Nordast des Pfefferluchgrabens, der vorher statt in den Hohenzollernkanal die Wasserflächen der Karlshof Eiswerke füllte. Im Straßenverzeichnis geführt, grenzt sie am Ostrand an das Gewerbegebiet Adam-von-Trott-Straße.
- Kolonie Abendruh (Straße 70, Lage)

Diese 1973 gegründete fiktive Dauerkleingartenanlage besitzt 33 Parzellen auf 9.247 m² landeseigenem Pachtland und liegt wie die vorigen südlich von einem Zweig des Pfefferluchgrabens in einem Geländestreifen von der Straße 70 nach Osten.
- Kolonie Friedrichsweg (Straße 70 Nr. 14, Lage)

Diese Kleingartenanlage besteht aus Eigentümergärten und ist im Bestand hoch gesichert, da sie im Flächennutzungsplan als Grünfläche (Kleingarten) ausgewiesen ist. Das Grundstück mit seinen 39 Parzellen liegt auf Privatland mit einer Länge von 390 Metern und 40 Metern Breite. Der Bebauungsplanentwurf VII-164b wurde aufgegeben.
- Kolonie Einigkeit (Straße 70 Nr. 12, Lage)

Diese fiktive Kleingartenanlage auf 17.929 m² landeseigenem Pachtland besteht aus 47 Parzellen. Sie ist ebenfalls im FNP als Grünland (KGA) dargestellt und dauerhaft gesichert.
- Kolonie Weidenbaum (Straße 70 Nr. 8, Lage)

Es ist eine Dauerkleingartenanlage auf 27.952 m² mit 71 Parzellen. Zur Anlage gehören noch acht Dauernutzer, die in den Sonderregelungen der Nachkriegszeit ihr erbliches Nutzungsrecht, verbunden mit Wohnrecht erhielten. Die Anlage liegt auf landeseigenem Pachtland und wurde als Kolonie Weidenbaum im Jahr 1906 gegründet, im Kleingärtnerverband gehört sie zur Region Nord.
- Kolonie Sonnenheim (Straße 70 Nr. 6, Lage)

Sonnenheim liegt zum Grenzweg hin, der die KGA Königsdamm abgrenzt. Diese fiktive Dauerkleingartenanlage besitzt 70 Parzellen auf 20.912 m² landeseigenem Pachtland. Die KGA Sonnenheim in der Region Nord des Bezirksverbandes Charlottenburg wurde im Jahr 1970 gegründet.
- Kolonie Neue Hoffnung (Straße 70 Nr. 4, Lage)

Sie wurde im Jahr 1983, zunächst als Anlage Müllberg gegründet und liegt auf einem Plateau von 320 Meter Länge und 20 Meter Breite, etwa zwei Meter über dem Niveau der anschließenden Kolonien. Mit ihren 16 Parzellen besitzt sie seit dem 1. April 2003 den Status „Erholungs- und Freizeitgärten“. In den 1990er Jahren ergaben Bodenuntersuchungen einen erhöhten Gehalt an Schwermetallen im Boden, sodass Obst- und Gemüseanbau nicht unbeschränkt möglich ist. Eine Schließung der Anlage konnte nach Bodenabdeckung verhindert werden. Die Gartenanlage liegt neben dem Nordende des Reichweindamms in die Straße 70. Im Osten bildet der Pfefferluchgraben den Anlagenrand hinter dem sich die KGA Pferdemarkt befindet. Im Süden grenzt die Anlage über den Wiesenweg hinweg an die mehrgeschossigen Wohnhäuser Reichweindamm 36–41 der Paul-Hertz-Siedlung. Sie ist im Kleingartenentwicklungsplan nicht aufgenommen, aber durch die Darstellung im Flächennutzungsplan als Grünland (Kleingarten) im Bestand gesichert.
- Kolonie Wiesengrund (Heckerdamm 212 / Straße 70, Lage)

Diese Anlage Wiesengrund wurde 1906 gegründet und liegt am Südrand der Gruppe (westlich von Straße 70). Diese Daueranlage besteht aus den drei Teilen A, B, C. Wiesengrund A mit 56 Parzellen auf 19.855 m² Land in Landeseigentum ist durch die FNP-Darstellung als Grün (Kleingarten) ein dauerhaft gesicherter Abschnitt als fiktive Anlage nach Vb als Streifen zum Pfefferluchgraben und einem anschließenden Stück nördlich zum Heckerdamm am Rand der Paul-Hertz-Siedlung. Der Kolonieteil B auf 5.989 m² aus Landeseigentum und von 15 Parzellen benutzt ist nur auf Zeit gesichert. Der Kolonieteil C besitzt 16 Parzellen auf Privatland von 2.192 m² und diese waren durch den B-Plan VII-164b Sport für den angrenzenden Sportplatz aufgenommen. Der Bebauungsplan wurde in der Bearbeitung eingestellt und durch die Darstellung von B und C als Grün mit dem Zusatz Sport ersetzt. Diese beiden Anlagenteile sind somit nicht dauerhaft gesichert. Die KGA Wiesengrund wurde 1906 gegründet. Auf vier Parzellen leben Dauernutzer, die als Bestand aus der Nachkriegszeit Lauben besitzen, die früher Wohnlauben waren und größer als 24 m² sind, diese können eine begrenzte Zeit noch weitergenutzt werden, auch wenn sie dem Bundeskleingartengesetz widersprechen.
- Flächen in Plötzensee östlich vom Pfefferluchgraben (Heckerdamm, Pfefferluchgraben, Friedrich-Olbricht-Damm)

- Dauer-Kolonie Königsdamm (Lage)

Sie wurde bei ihrer Gründung 1908 nach der hier entlang führenden Straße dem Königsdamm benannt. Im Senatsplan zur KGA-Entwicklung ist sie als fiktive Dauerkleingartenanlage mit 273 Parzellen (ein Dauernutzer) auf 79.622 m² landeseigenem Pachtland aufgenommen. Die Fläche befindet sich zwischen Thaters Privatweg und dem Grenzweg am Lauf des Pfefferluchgrabens, von dem ein Seitenast die Kolonie im Norden begrenzt. Weiter im Norden schließt sich das Gewerbegebiet an der Adam-von-Trott-Straße an auf dem sich zuvor die Karlshof-Eiswerke befanden. Für die Nutzung war in den 1970er Jahren der Bebauungsplan VII-164b DKG geschaffen worden, dessen Bearbeitung wurde eingestellt, da im Flächennutzungsplan die Kolonie als Grün-KGA aufgenommen ist.
- Kolonie Pferdemarkt (Heckerdamm 196–202, Lage)

Die Kolonie Pferdemarkt wurde im Jahr 1945 auf dem Gelände des ehemaligen städtischen Pferdemarkts am früheren Königsdamm gegründet. Die Anlagenwege nehmen darauf Bezug, im Norden liegt der Reiterweg, von dem Sattel-, Traber-, Derby- und Jockeyweg zum Heckerdamm abgehen. Südlich von Königsdamm und ebenfalls zwischen Grenzweg (Pfefferluchgraben) und Thaters Privatweg ist der Kolonieteil Ost auf 31.397 m² landeseigenem Pachtland für 88 Parzellen als Grün (Kleingarten) dauerhaft gesichert. Zum Sportplatz hin sind im Kolonieteil Pferdemarkt-West 8156 m² landeseigenes Land mit 20 Parzellen im Flächennutzungsplan als Grün (Sport) aufgenommen. Diese Darstellung ersetzt die Bearbeitung des Bebauungsplans VII-164b DKG nach Baurecht (§35 BauGB) mit der Folge, dass diese Parzellen nur mit einer Schutzfrist bis 2020 ausgestattet sind.
- Kolonie Olympia (Heckerdamm 178–182, Lage)

Die Schrebergartenkolonie wurde 1919 gegründet. und entstand im Umfeld der Olympia-Radrennbahn von 1936. Sie liegt in der Verbandsregion Nord. Nach dem Ersten Weltkrieg folgten die Hungerjahre der Inflation und 1919 gründeten Arbeiter der Bamag-Megium (Moabit) und Gartenfreunde auf Brachland in Plötzensee (30.000 m² aus Privatbesitz in Pacht) einen Pflanzverein. In Nachbarschaft lagen Kolonien, die das Rote kreuz gebildet hatte. 1936 verlor der Verein seine Selbständigkeit und kam zur Hauptgruppe 6. Bei Bombenangriffen zwischen September 1943 und November 1944 wurden Teile der Anlage und der umgebenden Gebäude einschließlich die Dokumente der KGA vernichtet. Aus der Fläche der zerstörten Olympia-Radrennbahn entstanden 50 neue Parzellen. Mit der Verbreiterung des Heckerdamms gingen 1965 sechs Parzellen verloren, wobei einige Parzellen an der Südseite des Heckerdamms liegen. Die KGA Olympia mit den Teilen Nord und Süd ist mit 140 Parzellen (darunter acht Dauernutzer) eine fiktive Dauergartenanlage im Osten von Thaters Privatweg auf 57.512 m² landeseigenem Pachtland. Im Osten begrenzt der Grenzweg zwischen Heckerdamm 178 und Thaters Privatweg 6 gelegen die Kolonie zur KGA Karlshofer Wiesen. Die Parzellen im Westen werden durch den Hauptweg im Osten durch den Schillerweg erschlossen, dazwischen liegen weitere Gartenwege als Seitenwege, sowie der Schulzeweg.
- Kolonien im Süden vom Heckerdamm zur Stadtautobahn.

Die folgenden Kolonien sind im Uhrzeigersinn um die „Siedlung Juliusruh“ herum aufgeführt.
- Kolonie Juliusruh (Heckerdamm 205/213, 191, Lage)

Die Siedlung liegt inmitten der umgebenden Gartenkolonien. Diese Eigentümergärten sind im FNP als Grün (Kleingarten) dargestellt. Die Siedlung liegt an einem 540 Meter langen Hauptweg der nach beiden Seiten vom Grenzweg abgeht und an seinen Enden charakteristische kreisrunde Wendeflächen mit jeweils drei Gebäuden besitzt. 1926 noch nicht, aber 1932 ist die typische Siedlungsform vom Pfefferluchgraben nach Osten im Gebiet südlich vom Heckerdamm aufgenommen. Für die umgebenden Kolonien von Nordost im Uhrzeigersinn: KGA Zukunft, Gute Hoffnung, Heideschlößchen und weiter im Süden die KGA Loewe, Gemütlichkeit, Frischer Wind und Heimat, wurde der Baunutzungsplan VII-237 („beschr.Arbeitsgeb.“) aufgestellt, durch den Flächennutzungsplan ruht dieser.
- Kolonie Zukunft (Heckerdamm 205–213, Lage)

Sie liegt mit 124 Parzellen auf 34.537 m² landeseigenem Pachtland und ist dauerhaft gesichert. Die Parzellen dieser KGA östlich an der Paul-Hertz-Siedlung werden von Anlagenwegen (Tulpen-, Nelken-, Dahlien-, Rosen-, Astern-, Grenzweg) erschlossen, die südlich vom Heckerdamm an die Siedlung Juliusruh führen. Der Grenzweg trennt zudem von der die östlich anschließenden KGA Gute Hoffnung. Die KGA wurde im Jahr 1945 als Obdach und zum Anbau von Obst und Gemüse gegründet.
- Kolonie Gute Hoffnung (Heckerdamm 181–191, Lage)

Dies ist eine Dauerkleingartenanlage (4028) mit 85 Parzellen, von den zwei von Dauernutzer mit Wohnrecht genutzt werden. Diese 39.028 m² landeseigenes Pachtland liegen östlich vom Grenzweg am Heckerdamm entlang nach Osten schließt sich die Kolonie Heideschlößchen an. Die Kolonie Gute Hoffnung e. V. wurde 1945 zur Nutzung als Obdach und Nahrungsquelle gegründet, schon 1906 war die Fläche im Charlottenburger Stadtteil Nonnendamm parzelliert worden, aber eine Wohnbebauung erfolgte nicht. Im Flächennutzungsplan ist die Kolonie als Grün (Kleingarten) dargestellt, wodurch der Baunutzungsplan VII-237 DKG ruht.
- Kolonie Heideschlößchen e. V. (Friedrich-Olbricht-Damm 41 / Schwanenfelderstraße, Lage)

Die KGA liegt auf 64.384 m² landeseigenem Pachtland und in 146 Parzellen aufgeteilt. Der Bebauungsplan VII-237 DKG ruht. Nach Flächennutzungsplan ist der Anlagenteil West dauerhaft gesichert da er als Grün (KGA) eingetragen ist. Der Teil Ost mit seiner Lage zwischen der Gewerbefläche Schwanenfeldstraße (neun Parzellen auf 2.800 m²) ist jedoch als Gewerbe dargestellt und für andere Nutzung vorgesehen. Zudem trennt diese Gewerbefläche die zugehörige KGA Am Heckerdamm, die ebenfalls als Gewerbe im FNP angegeben ist.
- Kolonie Loewe-Siedlung (Heckerdamm 193, Lage)

Die Dauergartenanlage zwischen Heideschlößchen und Gemütlichkeit (in Nord-Süd zwischen Juliusruh und Kanal) mit 48 Parzellen liegt auf 20.817 m² landeseigenem Pachtland. Diese Kolonie ist im RBS-System als Objekt und im Kleingartenentwicklungsplan aufgenommen, im Kleingartenbezirksverband der Region Nord zugeordnet. Gegründet wurde sie 1945, doch mit der Lage am Goerdeler-Damm und östlich der Verlängerten Keplerstraße kam sie in den 1960er Jahren an den Nordrand der Stadtautobahn.
- Kolonie Gemütlichkeit (Heckerdamm 195 / Rosenweg 110, Lage)

Die KGA Gemütlichkeit e. V. wurde 1945 gegründet und schließt sich bis zum Grenzweg nach Westen an die Loewe-Siedlung als Daueranlage an. Auf 58.087 m² landeseigenem Pachtland sind 153 Parzellen eingetragen. Sie liegt dabei wiederum zwischen ‚Kolonie Juliusruh‘ und A 100 für deren Bau Parzellen verlorengingen. Parallel zur A 100 liegen die Gartenwege Margeriten-, Veilchen-, Astern-, Rosen- und Dahlienweg, quer verbunden durch den Nelkenweg.
- KGA Frischer Wind (Heckerdamm 203, Lage)

Sie liegt mit 75 Parzellen und davon zwei Dauernutzern auf 24.659 m² landeseigenem Pachtland und ist dauerhaft im Bestand gesichert. Die 1946 gegründete Kolonie liegt nördlich des Autobahnstadtrings in der Südwestecke der Koloniefläche um die Juliussiedlung und grenzt dabei an die Paul-Hertz-Siedlung. Die Parzellen werden von drei Gartenwegen erschlossen: Kaninchen-, Hasen-, Taubenweg.
- KGA Heimat (Heckerdamm 201, Lage)

Es ist eine (fiktive) Dauerkleingartenanlage auf 13.206 m² landeseigener Fläche mit 39 Parzellen, die im Kleingartenentwicklungsplan enthalten ist. Die Kolonie Heimat wurde im Jahr 1958 gegründet. Sie grenzt unmittelbar an die Paul-Hertz-Siedlung und liegt zwischen Juliusruh und der KGA Frischer Wind. Der Hauptweg (gegenüber vom Rosenweg der KGA Gemütlichkeit) erschließt mit Stichwegen nach Norden die Parzellen.
- Anlagen westlich am Friedrich-Olbricht-Damm

- KGA Am Heckerdamm (Friedrich-Olbricht-Damm 37, Lage)

Diese nur noch zeitlich im Bestand gesicherte 1945 gegründete fiktive Dauerkleingartenanlage mit 26 Parzellen auf 10.189 m² landeseigenem Pachtland soll einer anderen Nutzung zugeführt werden soll. Diese Anlage liegt südwestlich am Friedrich-Olbricht-Damm von Ecke Heckerdamm bis Ecke Schwanenfeldstraße (Justizvollzugsanstalt Männer)
- Freizeit- und Erholungsanlage Degenhof (Lage).

Diese Anlage liegt östlich der Anlage Heideschlößchen. Diese Anlage ist keine Kleingartenanlage nach Bundeskleingartengesetz, sie liegt mit einer Fläche von 29.100 m² auf Landeseigentum. Das Gelände wurde 1945 in den Hungerjahren nach dem Zweiten Weltkrieg kultiviert. Der noch bestehende Bebauungsplanentwurf VII-237 (DKG) ruht in der Bearbeitung. Durch Mitgliederbeschluss wurde der Status einer Freizeit- und Erholungsanlage gewählt, um den Bestand zu sichern, der auf der Darstellung im Flächennutzungsplan als „Grünfläche (Kleingarten)“ beruht. Vom Heckerdamm ist die Anlage durch den Streifen der KGA Dreilinden getrennt.
- KGA Dreilinden (Heckerdamm 175/177/179, Lage)

Die fiktive Dauerkleingartenanlage liegt auf 15.354 m² Pachtland des Landes Berlin mit 43 Parzellen, sie erstreckt sich entlang vom Ostteil des Heckerdamms. Die KGA ist im Entwicklungsplan 4017 (Straßennummer: 6255) aufgenommen und wurde 1923 gegründet.
- Kolonieflächen nordöstlich vom Friedrich-Olbricht-Damm

Zwischen Jugendstrafanstalt, Gewerbegebiet Stieffring / Buchholzer Weg, Saatwinkler Damm und Emmy-Zehden-Weg bestehen Pläne zum Ausbau des Saatwinkler Damms und zur Nutzung für Gewerbebauten.
- Kolonie Lindenblüte (Saatwinkler Damm 22, Lage)

Sie wurde im Jahr 1929 gegründet und gehört zur Gartenanlagenregion Nord, sie ist eine für die Zeit nach 2020 ungesicherte Kleingartenanlage mit 38 Parzellen, davon fünf Dauernutzer auf 12.985 m² landeseigenem Pachtland. Sie liegt am Saatwinkler Damm / Ecke Emmy-Zehden-Weg dem Ostende der Gartenflächen im Ortsteil. Die KGA wird durch Lindenweg, Weidenweg, Schifferweg erschlossen und ist öffentlich zugänglich. Die Anlage würde einer Verbreiterung des Saatwinkler Damms mit einer zweiten Fahrbahn an deren Ostteil zum Opfer fallen.
- Kolonie Saatwinkler Damm (Saatwinkler Damm 27–34, Lage)

Die Kolonie wurde im Anschluss an die KGA Lindenblüte wurde im Frühjahr 1923 gegründet, sie entstand entfernt von der Stadt Charlottenburg, im Ortsteil Plötzensee, auf unkultivierten Geländeflächen ohne Parzellenabgrenzungen. Durch die Inflation waren Lebensmittel unerschwinglich und Anbau auf einem eigenen Stück Land waren überlebenswichtig. Die KGA liegt zwischen KGA Lindenblüte und Jungbrunnen zum Hüttigpfad hin. Die KGA Saatwinkler Damm Nord von der Gesamtanlage sind 91 Parzellen auf 36.373 m² landeseigenem Pachtland sind als fiktive Daueranlage und 23 Parzellen mit zwei Dauernutzern auf 8.715 m² privatem Land nach Flächennutzungsplan gesichert. Für den Teil KGA Saatwinkler Damm Süd 141 Parzellen mit 19 Dauernutzern auf 51.867 m² Landesland ist eine andere Nutzung vorgesehen, diese Fläche ist nach FNP langfristig als Gewerbestandort reserviert.
- Kolonie Jungbrunnen (Riedemannweg 24, Lage)

Sie wurde im Jahr 1935 gegründet und schließt sich an die KGA Saatwinkler Damm Nord zum Gewerbegebiet und dem Buchholzweg an. Es ist eine landeseigene Dauerkleingartenanlage auf 17.855 m² mit 48 Parzellen. Ein Dauerbewohner besitzt aus der Nachkriegszeit noch Sondernutzungsrechte für eine Wohnlaube. An den drei Anlagenwegen liegen jeweils 22 Parzellen am Quell- und Kirschenweg, der Zwergweg enthält nur vier Parzellen. Die Nachbarkolonie zum Friedrich-Olbricht-Damm ist die KGA Karlshofer Wiese.
- Kolonie Karlshofer Wiese-Lehmannshof (Friedrich-Olbricht-Damm 54, Lage)

Dies ist eine fiktive Dauerkleingartenanlage mit 212 Parzellen. Im Kleingartenentwicklungsplan ist dieser Zusammenschluss des südwestlichen Kolonieteils Karlshofer Wiese und Lehmannshof getrennt aufgeführt. Über den Friedrich-Olbricht-Damm hinweg liegt Karlshofer Wiese im Südwesten mit der westlich angrenzenden KGA Olympia im Karee Hecker-Damm und Thaters Privatweg und ‚Lehmannshof‘ nach Nordost zwischen Jugendstrafanstalt und Gewerbegebiet Stieffring und an KGA ‚Saatwinkler Damm‘ und ‚Jungbrunnen‘ grenzend. Der Karlshof war ein Restaurant am Saatwinkler Damm.
- Karlshofer Wiese: 62.660 m² landeseigenes Pachtland mit 173 Parzellen, davon fünf Dauernutzer. Sie wurde im Jahr 1923 gegründet. Ein Teil der Anlage liegt über den Friedrich-Olbricht-Damm hinweg. Im Nordostabschnitt liegen die Gartenwege Kurzer, Rosen- und Kantinenweg parallel zu Riedemanns Privatweg, im Norden erschließt der Krumme und im Westen der Sommerweg die Parzellen. Im Südwestabschnitt liegt der Gerade Weg und der Karlshofer Weg parallel zum Friedrich-Olbricht-Damm und wiederum zum letzteren der Steinweg, parallel zum Heckerdamm liegt der Ostweg und im Dreieck dazwischen erschließt der Sandweg. Von der KGA Olympia trennt der Grenzweg die Kolonieparzellen.
- Lehmannshof: (Lage), 12.712 m² landeseigenes mit 36 Parzellen und einem Dauernutzer. Die KGA wird durch Riedmanns Privatweg von der Karlshofer Wiese getrennt, die Parzellen erschließen längs der Steinrecherweg mit den querlaufenden Rutenberg- und Kastanienweg, am Nordende liegt der Hochweg.

- Weitere Kleingartenanlagen im Süden des Ortsteils werden vom Kleingartenverband als Region ‚Rund ums Gaswerk‘ aufgeführt.

Sie liegen um das ehemalige Gaswerk Charlottenburg zwischen Bahnstrecke, Charlottenburger Verbindungskanal und südlich vom Westhafenkanal. Die Namenswahl Stichkanal bezieht sich auf den zum Zeitpunkt der Koloniegründung unvollendeten Westabschnitt des Westhafenkanals zur Schleuse Charlottenburg.
- KGA Atlantis (Lise-Meitner-Straße 44, Lage)

Dies ist eine durch Darstellung im Flächennutzungsplan gesicherte Anlage mit 92 Parzellen auf 33.650 m² landeseigenem Pachtland. Sie liegt im Nordosten des Kanalabzweigs. Die 2002 gegründete Kolonie wird im Kleingartenentwicklungsplan der Senatsverwaltung geführt. Von der Lise-Meitner-Straße 44 führt als Gartenweg die Atlantisallee nach Osten in die KGA, von ihr gehen Korallen- und Delphinweg, sowie Zur blauen Lagune als Gartenwege südwärts an die Nachbar-KGA. Im kanalnahen Bereich erschließt die Neptunallee mit den querliegenden Nixengasse, Neptunpfad, Nymphen- und Nautilusweg die Gartengrundstücke. Diese Wege sind Privatwege des Gartenvereins, die Georeferenzierung erfolgt über KGA-Name/Gartenweg und Parzellennummer.
- KGA Dahmshof (Lise-Meitner-Straße 42, Lage)

Zu dieser Dauerkleingartenanlage gehören 87 Parzellen auf 32.197 m² landeseigenem Pachtland. Die Kolonie wurde 1945 gegründet. Zur KGA gehört entlang der Straße Am Bahnhof Jungfernheide (S-Bahn-Ring) ein Abschnitt im Südwesten und einer im Südosten der hiesigen Koloniefläche, südlich der Kolonie Stichkanal-Wickelshof.
- KGA Stichkanal-Mulde (Lise-Meitner-Straße 46/48, Lage)

Sie ist mit 79 Parzellen eine Dauergartenanlage auf 26.260 m² landeseigenem Pachtland und liegt östlich der Lise-Meitner-Straße am Westhafenkanal, zum Charlottenburger Verbindungskanal hin schließt sich nach Süden und Osten die KGA Atlantis. Im Norden zum Westhafenkanal liegt die Gewerbefläche des Bauhofs eingebettet.
- KGA Stichkanal-Wickelshof (Lise-Meitner-Straße 40, Lage)

Diese fiktive Dauerkleingartenanlage auf 15.200 m² landeseigenem Pachtland mit 44 Parzellen ist durch Eintrag im FNP dauerhaft gesichert. Sie liegt östlich der Lise-Meitner-Straße zwischen den KGA Atlantis und KGA Dahmshof (im Süden).
- KGA Stichkanal: (Max-Dohrn-Straße 5, Lage)

Diese KGA im Eigentum des Landes Berlin mit 25 Parzellen auf 7.924 m² landeseigenem Pachtland liegt an der Max-Dohrn-Straße. Die Anlage ist im Kleingartenentwicklungsplan aufgenommen und kann im Bestand nicht gesichert werden, da die Fläche für Gewerbenutzung verkauft ist. Die nach FNP als Grünfläche geführte Lise-Meitner-Straße 50 wurde von der KGA Stichkanal-Mulde übernommen. Mit der unterschiedlichen Lage im Flächennutzungsplan wurde in fünf Parzellenbereiche unterteilt. Nur die Anlagen am Kanaleck sind gesichert, die Anlagenteile an der Max-Dohrn-Straße sind es nicht. „2007 mussten 99 Parzellen-Inhaber ihre Lauben räumen. Eine Elektromaschinenfabrik kaufte das Grundstück an der Max-Dohrn-Straße […] Die Bäume stehen noch, darunter eine Kastanie“.
- KGA Stichkanal-Maiglöckchen (Max-Dohrn-Straße 1, Lage)

Sie liegt zwischen Max-Dohrn-/Lise-Meitner-Straße und S-Bahn-Ring. Die Anlage ist im Bestand nach FNP als Gewerbegebiet gewidmet.
- KGA Stichkanal-Platz (Max-Dohrn-Straße 4 und 5, Lage)

Sie liegt an der Max-Dohrn-Straße östlich vom U-/S-Bahnhof Jungfernheide. Die Anlage ist als Gewerbegebiet umgewidmet.
- KGA Bleibtreu II (Nonnendamm 10, 30, Lage).

Sie liegt in drei Teilen zwischen dem Bogen des Autobahnrings (A 100, AD Charlottenburg) und an beiden Ufern der neuen Schleuse Charlottenburg, Nordseite des Nonnendamms. Mit der neuen Schleuse Charlottenburg wurden Parzellen überbaut. Die östlichen Kolonieteile am Süd- und Nordbereich des Schleusenneubaus bleiben erhalten. Diese 31 Parzellen der fiktiven Daueranlage haben durch Eintrag im FNP den Status Vb (dauerhaft gesichert). Die 10.913 m² Land sind Eigentum des Landes Berlin und an die Kleingärtner verpachtet. Für den Abschnitt westlich unter der Rudolf-Wisell-Brücke (A 100) ist die Schutzfrist abgelaufen. Die Fläche Bleibtreu II-West wird von der Berliner Feuerwehr beansprucht, um bei der Schließung des Flughafens Tegel umzulagernde Technik unterzubringen. Diese 36 Parzellen auf 13.131 m² landeseigenem Pachtland besitzen den Status III und haben bis 2017 Bestand, dem voraussichtlichen Ende des Flughafens Tegel.

### Wohnsiedlungen
- Großsiedlung Siemensstadt, im Ortsteil liegen die Bauten der östlichen Fortsetzung der Großsiedlung südlich des Volksparks Jungfernheide.
- Siedlung Charlottenburg-Nord

Die Wohnsiedlung wurde 1955 bis 1961 im geförderten sozialen Wohnungsbau errichtet. In den 1930er Jahren war bereits die größte Wohnsiedlung aus der Zeit des Nationalsozialismus vorgesehen. Ein von Hans Scharoun nach dem Zweiten Weltkrieg vorgelegter Entwurf für die GSW konnte wegen der Vorarbeiten (Straßenführung) nur teilweise verwirklicht werden. Teilweise mit Laubengängen ausgestattet und zu den (angedeuteten) Wohnhöfen gerichtete Balkone. GSW realisierte Entwürfe mehrerer Architekten in drei- bis achtgeschossigen Bauten mit Bad und Zentralheizung. 1987 hatte der von Scharoun errichtete Siedlungsteil 2227 Einwohner nach städtebaulichen Leitbildvorstellungen der 1950er Jahre. Ebenfalls für die GSW tätig war Der Architekt Edmund Meurin (1893–1983) war südwestlich des Heilmannrings für die GSW tätig. Die Gewobag baute im östlichen Abschnitt des Heilmannrings 1328 Wohnungen mit drei locker gefächerten Siedlungszellen (achtgeschossig) westlich und östlich des Heilmannrings Siedlungszellen um drei Stichstraßen (viergeschossig) und im Süden dieses Siedlungsteils zwei achtgeschossige Punkthäuser. Der Siedlungsteil der Charlottenburger Baugenossenschaft befindet sich zwischen Heckerdamm und Toeplerstraße, westlich des Halemwegs. Die Siedlung umfasst heute insgesamt 3811 Wohnungen.
- Paul-Hertz-Siedlung

### Parks
- Pfefferluch: Das Pfefferluch[110] lag im Osten der Jungfernheide auf der Fläche, die heute von den Kleingartenanlagen belegt ist. Im Westen begrenzt vom Tegeler Weg (heute: A 111) und im Osten durch die Thaterstraße (Thaters Privatweg), am Pfefferluchgraben entlang. Auf beiden Seiten des Königsdamms erstreckte sich das Luch zwischen dem Berlin-Spandauer Schifffahrtskanal über den Königsdamm zur Hamburger Bahnlinie. Auf der heutigen Gewerbefläche im Nordosten zwischen Adam-von-Trott-Straße und Riedemann-/Buchholzweg am Saatwinkler Damm befanden sich Thaters Eiswerk und die Deutsch-Amerikanische Petrolgesellshaft.
- Volkspark Jungfernheide

### Sonstige Einrichtungen
- Schleuse Charlottenburg
- Justizvollzugsanstalt Berlin-Plötzensee
- Gedenkstätte Plötzensee
- Gewerbegebiet Saatwinkler Damm[111]
- Verkehrsflächen
  - Durch Charlottenburg-Nord führen die Bundesautobahnen A 100 (Rudolf-Wisell-Brücke) und A 111 und im Ortsteil liegt das Autobahndreieck Charlottenburg.
  - Der Bahnhof Jungfernheide ist Kreuzungspunkt der U-Bahn-Linie U7 mit der Ringbahn, der östliche Ringbahnabschnitt bis zum Charlottenburger Verbindungskanal liegt im Ortsteil.